# Laophila odontocrossa
Laophila odontocrossa là một loài bướm đêm trong họ Geometridae.